# Callioratis millari
Callioratis millari là một loài bướm đêm trong họ Geometridae.